# Iván García Casado
Iván García Casado (Barcellona, 16 settembre 1986) è un cestista spagnolo, professionista nella Liga ACB.

## Palmarès
- Campionato spagnolo: 1

Barcellona: 2011-12
- Eurocup: 1

Valencia: 2009-10